# 葉連娜·韋斯寧娜
叶连娜·謝爾蓋耶芙那·韦斯宁娜（俄语：Елена Сергеевна Веснина，1986年8月1日—）出生於蘇聯利沃夫（今屬烏克蘭），2002年開始投身網球壇。她在2005年的塔什干和魁北克晉身單打八強後，便開始不斷進步。

## 外部連結
- 葉連娜·韋斯寧娜在国际奥林匹克委员会的资料
- 官方网站 （俄文）
- 官方网站 （英文）
- 葉連娜·韋斯寧娜的国际女子网球协会官方資料（英文）
- 葉連娜·韋斯寧娜的國際網球總會 職業／青少年 官方資料（英文）
- Fed Cup - Player profile - Elena VESNINA (RUS) （页面存档备份，存于）